# Sandnabba
Sandnabba är en bydel i Purmo i Pedersöre kommun, Österbotten
Sandnabba består av en liten gårdsgrupp på cirka 15 hus mittemellan Lillby och Överpurmo. Geografiskt sett räknas bydelen till Lillby. Sandnabba är ett naturskönt område invid huvudvägen med god grannsämja och alla invånare är svenskspråkiga. Sandnabba ligger 6 km från servicecentrum i Lillby och cirka 40 km från småstaden Jakobstad. Lågstadieskolan ligger i Lillby med cirka 160 elever och högstadieskolan ligger i Bennäs, cirka 30 km bort mot Jakobstadshållet. Sandnabba har ett eget vattenbolag som drivs av byborna, en flitigt anlitad dagvårdare finns och endast 2 km därifrån ligger vandringshemmet Ejdekulla där man kan följa med lantlivet på gården och vandra i skogen. Till Nars simstrand är det cirka 10 km och där ordnas simskola på sommaren. Befolkningsökningen i Sandnabba är märkbar och det är ett ypperligt ställe för barn att växa upp på.